# Gustave Bertinot

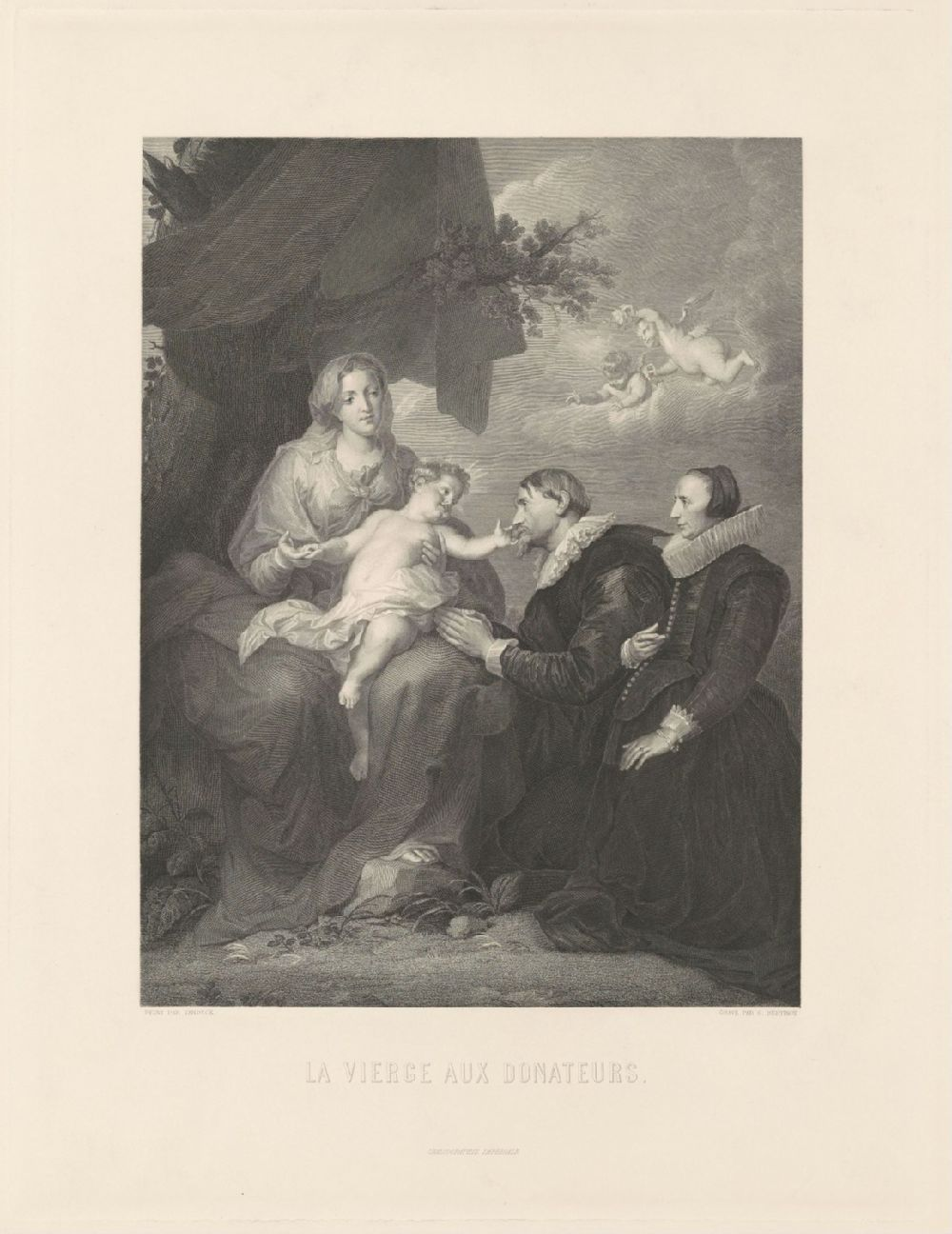
Gustave Nicholas Bertinot d'après Antoine van Dyck, La Vierge, l'Enfant et deux donateurs, Department of Image Collections, National Gallery of Art Library, Washington, DC.

Gustave Nicolas Bertinot, né le 23 juin 1822 à Louviers et mort le 19 avril 1888 à Paris, est un graveur français.

## Biographie
Fils d'Augustin Victor Bertinot, fabricant de draps, et de Françoise Aurore Lelièvre, il épouse Élise Mélanie Léonie Soyez, petite-fille du baron Soyez, dont un fils, Émile Bertinot (1864-1936), juriste maire de Meudon.
Après des études classiques, Bertinot décide de devenir graveur : d'abord auprès de Hippolyte Pauquet, puis d'Alexis-François Girard dans l'atelier duquel il se lie à Jules Gabriel Levasseur, et enfin, il se perfectionne auprès du peintre Michel Martin Drolling et d'Achille-Louis Martinet, afin de tenter le concours des beaux-arts en 1848. À l'École des Beaux-Arts, il se lie avec William Bouguereau. En même temps que ce dernier, il obtient le grand prix de Rome en gravure en 1850. Ils sont ensemble à la villa Médicis, à Rome.
À son retour, il travaille à Paris, s'installant rue de la Pompe. Il s'illustre dans la gravure de reproduction de chefs-d'œuvre de maîtres anciens, mais aussi de quelques-uns de ses contemporains comme Paul Baudry et William Bouguereau. En 1867, il est nommé chevalier de la Légion d'honneur.
Il est nommé en 1875 professeur de gravure à l'École supérieure des beaux-arts. Il a, entre autres, comme élève William Barbotin.
Il pratique principalement la taille-douce.
Il est élu en 1878 membre de l'Académie des beaux-arts, siégeant au fauteuil no 4, à la place d'Achille-Louis Martinet dont il prononce l'éloge.
Il déménage au 78 rue Saint-Sulpice ; c'est là qu'il meurt le 19 avril 1888. Il est enterré au cimetière du Montparnasse (division 1) ; Oscar Roty prononça son éloge.
Le musée de Louviers lui consacre une exposition en 2022.

## Distinctions
- Chevalier de la Légion d'honneur (1867).

## Œuvre
- 1852 : Clément IX, d'après Vélasquez
- 1852 : Faune, d'après Gumery
- 1854 : Portrait de son père, Augustin-Victor Bertinot
- 1855 : La Vierge au Rosaire, d'après Sassoferrato
- 1857 : L'Amour fraternelle d'après William Bouguereau
- 1858 : Hérodiade, d'après Luini
- 1859 : Portrait de Pépita Gassier, d'après Saintin
- 1860 : L'Italienne et son Enfant, d'après Jalabert
- 1861 : La Femme au bouquet, d'après Toulmouche
- 1862 : Portrait de Van Dyck, d'après lui-même (Van Dyck)
- 1863 : La Vierge aux Donateurs, d'après Van Dyck
- 1866 : Peinture de la Chapelle des Catéchismes de Saint-Eustache, d'après Signol
- 1866 : Portrait de Jules Favre, d'après Ch. Lefebvre
- 1867 : Marguerite aux bijoux, d'après Merle
- 1868 : Portrait d'Amussat, d'après Naigeon
- 1869 : Le Christ succombant sous la Croix, d'après Lesueur
- 1869 : Figurines du Diplôme de la Ville de Paris pour l'enseignement du dessin, d'après Signol
- 1869 : Portrait de Brascassat, membre de l'Institut
- 1869 : Pénélope, d'après Marchal
- 1870 : La Danse, d'après W. Bouguereau
- 1873 : Portrait de Mgr Darboy, archevêque de Paris, d'après Lehmann
- 1874 : La Belle Jardinière, d'après Raphaël
- 1874 : Portrait de M. l'abbé Labbé
- 1875 : Portrait de M. l'abbé Alliaume
- 1875 : Portrait de M. Maniel, ingénieur, d'après un dessin de Rousseaux
- 1879 : La Sainte Vierge, l'Enfant-Jésus et Saint Jean-Baptiste, d'après W. Bouguereau
- 1879 : Portrait de la Marquise de Queux de Saint-Hilaire, d'après Couder
- 1881 : Le Christ en Croix, d'après Philippe de Champaigne